# Фріпорт (Нью-Йорк)
Фріпорт (англ. Freeport) — селище (англ. village) в США, в окрузі Нассау штату Нью-Йорк. Населення — 44 472 особи (2020).

## Географія
Фріпорт розташований за координатами 40°39′9″ пн. ш. 73°35′6″ зх. д. / 40.65250° пн. ш. 73.58500° зх. д. (40.652407, -73.584993).  За даними Бюро перепису населення США в 2010 році селище мало площу 12,61 км², з яких 11,99 км² — суходіл та 0,62 км² — водойми.

## Демографія
Згідно з переписом 2010 року, у селищі мешкало 42 860 осіб у 13 279 домогосподарствах у складі 9614 родин. Густота населення становила 3399 осіб/км².  Було 13865 помешкань (1099/км²).
Расовий склад населення:
| - 40,5 % — білих - 33,3 % — чорних або афроамериканців - 1,6 % — азіатів - 0,8 % — корінних американців - 0,1 % — вихідців з тихоокеанських островів - 18,8 % — осіб інших рас |

До двох чи більше рас належало 5,0 %. Частка іспаномовних становила 41,7 % від усіх жителів.
За віковим діапазоном населення розподілялося таким чином: 23,4 % — особи молодші 18 років, 64,6 % — особи у віці 18—64 років, 12,0 % — особи у віці 65 років та старші. Медіана віку мешканця становила 37,2 року. На 100 осіб жіночої статі у селищі припадало 94,9 чоловіків;  на 100 жінок у віці від 18 років та старших — 91,3 чоловіків також старших 18 років.
Середній дохід на одне домашнє господарство  становив 87 631 долар США (медіана — 72 574), а середній дохід на одну сім'ю — 95 035 доларів (медіана — 77 240). Медіана доходів становила 43 933 долари для чоловіків та 46 284 долари для жінок. За межею бідності перебувало 13,8 % осіб, у тому числі 21,6 % дітей у віці до 18 років та 9,9 % осіб у віці 65 років та старших.
Цивільне працевлаштоване населення становило 21 273 особи. Основні галузі зайнятості: освіта, охорона здоров'я та соціальна допомога — 26,9 %, роздрібна торгівля — 13,1 %, науковці, спеціалісти, менеджери — 10,4 %.